# Tuberaria globulariifolia
Tuberaria globulariifolia är en solvändeväxtart som först beskrevs av Jean-Baptiste de Lamarck, och fick sitt nu gällande namn av Heinrich Moritz Willkomm. Tuberaria globulariifolia ingår i släktet fläcksolvändor, och familjen solvändeväxter. Utöver nominatformen finns också underarten T. g. major.